# تل سوزو دیر
تل سوزو دیر مربوط به سده‌های اولیه دوران‌های تاریخی پس از اسلام است و در شهرستان دیر، بخش مرکزی، بندر دیر، ۳۰۰ متری جاده کمربندی شمال دیر واقع شده و این اثر در تاریخ ۲۶ اسفند ۱۳۸۶ با شمارهٔ ثبت ۲۲۱۷۴ به‌عنوان یکی از آثار ملی ایران به ثبت رسیده است.